# معركة مرج دابق
مرج دابق هو اسم معركة قامت في 25 رجب 922 هـ - 24 أغسطس 1516م بين العثمانيين والمماليك قرب حلب في سوريا، قاد العثمانيين السلطان سليم الأول وقاد المماليك قانصوه الغوري. تمزق جيش المماليك بسبب الخيانة وبسبب المدافع العثمانية التي لم يهتم المماليك بإدخالها في جيوشهم، وبسبب الفارق العددي البشري بين الجيشين. ساءت العلاقة بين العثمانيين والمماليك، وفشلت محاولات الغوري في عقد الصلح مع السلطان العثماني «سليم الأول» وإبرام المعاهدة للسلام، فاحتكما إلى السيف، والتقى الفريقان عند «مرج دابق» بالقرب من حلب.

## قبل المعركة
كانت العلاقة بين الدولة العثمانية والدولة المملوكية في بداية القرن السادس عشر علاقة تحالف وتنسيق، ويُستدل على ذلك في اشتراك الأسطول العثماني والأسطول المملوكي في مواجهة البرتغاليين في المحيط الهندي. إلا أن هذه العلاقات توترت لاحقًا مع تصاعد الصراع بين سليم الأول، سلطان الدولة العثمانية، وإسماعيل الصفوي، شاه الدولة الصفوية، حيث سعى كل طرف إلى استمالة المماليك للتحالف ضد الآخر.
أرسل الطرفان عدة سفارات إلى السلطان قانصوه الغوري، سلطان المماليك، حيث حذره الشاه إسماعيل من طموحات سليم الأول واتهمه بالتواطؤ مع الأوروبيين، بينما حثّه السلطان العثماني على التصدي لما وصفه بـ«المرتدين الشيعة»، محذرًا من التمدد الصفوي في حلب وبلاد الشام. لم يستجب قانصوه لأي من الطرفين بشكل قاطع، مما زاد من توتر العلاقة بينه وبين السلطان العثماني.
وخلال تحرك سليم الأول في اتجاه فارس، راسل علاء الدولة ذو القدر، أمير سلالة ذي القدر التركمانية، طالبًا المساعدة، لكن الأخير اعتذر لظروفه، ثم هاجمت قواته مؤخرة الجيش العثماني بعد انسحابه، وهو ما اعتُبر استفزازًا. وقد أرسل قانصوه لاحقًا رسالة شكر إلى علاء الدولة، مما فُهم على أنه دعم غير مباشر.
ردّ سليم الأول برسالة إلى قانصوه اتهم فيها علاء الدولة بالخيانة، فرد عليه قانصوه بأنه عاصٍ ولا يتبع أوامره. ومنذ تلك الحادثة، بدأت نوايا العداء تظهر بوضوح، حيث حاول قانصوه لاحقًا تهدئة الأمور بعد معركة جالديران (1514)، مقترحًا الوساطة بين العثمانيين والصفويين، لكن السلطان سليم رفض المقترح وأهان الرسل.
جمع سليم الأول مجلسه وقرر الحرب على المماليك، ووجّه رسالة إلى قانصوه يطالبه بالخضوع للسلطنة العثمانية، وكان الغرض من الرسالة استدراجه للحرب. ورد قانصوه بإهانة الوفد العثماني، ما اعتُبر خطأ دبلوماسيًا زاد من تعقيد الموقف.
خرج قانصوه بجيش كبير من مصر إلى سوريا، حيث أمر جان بردي الغزالي بجمع القوات، كما استدعيت قوات من دمشق بقيادة سيباي. في المقابل، كان خاير بك، والي حلب، على تواصل سري مع العثمانيين ووُعد بحكم مصر مقابل خيانة المماليك. رغم تحذيرات متعددة لقانصوه من نوايا خاير بك، ومنها تحذير مباشر من الأمير سيباي، إلا أن الغوري رفض اتخاذ أي إجراء، استجابة لنصيحة جان بردي، لتجنب زعزعة معنويات الأمراء قبيل المواجهة.

## القوى
- العثمانيين: خرج العثمانيون بجيش ضخم يضم 125 الف مقاتل على وجه التقريب ومعهم 300 مدفعاً وعدد كبير من حملة القربينات (بنادق بدائية) وترك سليم ابنَه سليمان نائباً عنه في إسطنبول
- المماليك: عدد قوات المماليك غير محددة وان كانت تقدر بخمسة الاف مقاتل من مصر بالإضافة لجيوش إمارات الشام (من 10 إلى 20 الف على أقصى تقدير). وترك قانصوه ابن أخيه طومان باى نائبا له على مصر.

## أحداث المعركة

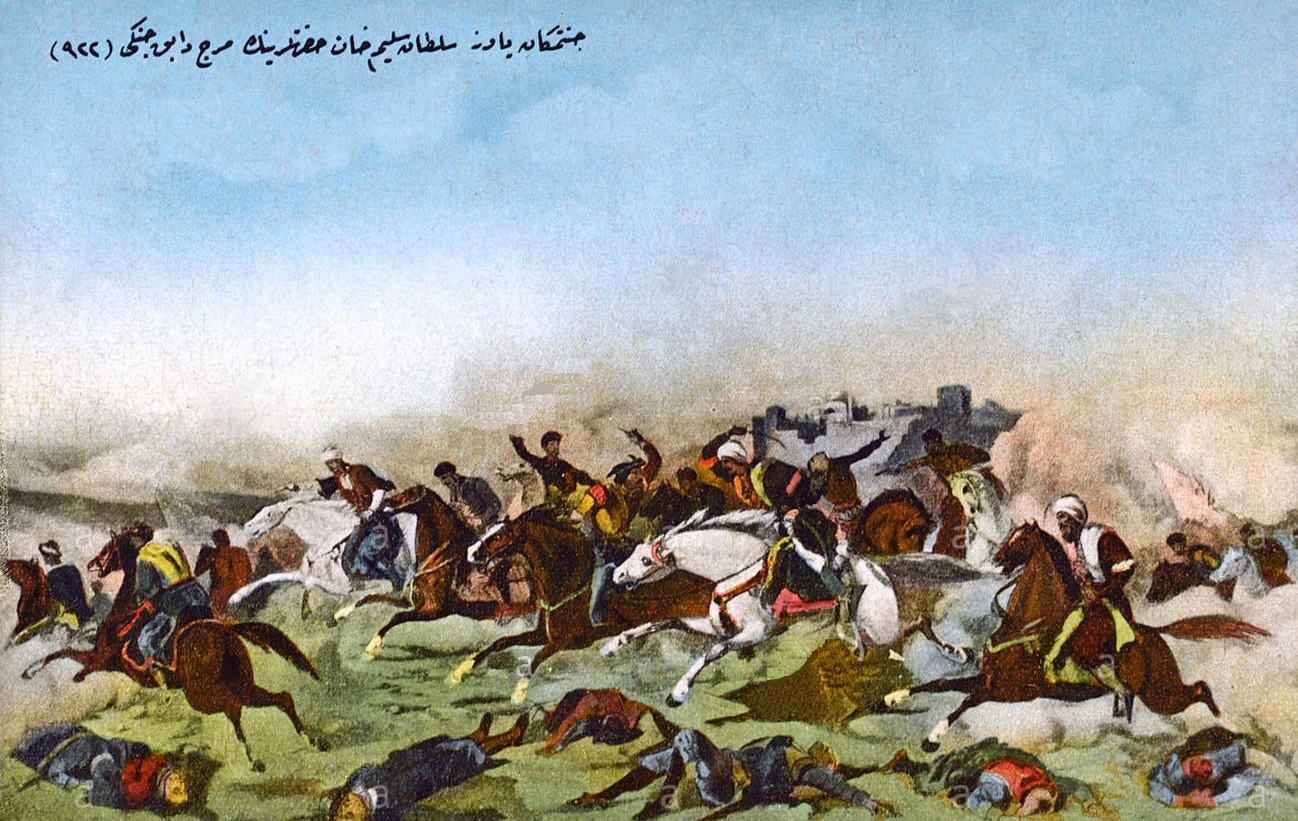
رسم يبين الوقعة بين المماليك والعثمانيين.

اصطف الجيشان وبدأت المناوشات بينهما وما لبث أن قام فرسان المماليك بهجوم خاطف على الجنود العثمانيين فزلزلوهم واضطربت صفوفهم، حيث هاجم رماة السهام من فرسان المماليك حملة البيارق من العثمانيين ثم التفوا لمهاجمة حملة البنادق الموسكيت والقربينات، واستبسل الجنود المماليك واظهروا الشجاعة حتى فكر سليم الأول في تجديد الهدنة بعد الخسائر الفادحة التي نزلت بجيشه. إلا أن ضربات المدفعية القوية قد أذهبت هجمات المماليك أدراج الرياح. كان قانصوه الغوري يقود الجيش من على فرسه حينما انحاز فجأة خائر بك والي حلب وقائد الميسرة للعثمانيين، ولم يكتف بذلك بل إدعى أن السلطان قانصوه الغوري قد قُتل. فاهتز المماليك بعد انكشاف صفوفهم وقلة عددهم وانهيار معنوياتهم بعد إشاعة مقتل السلطان وانتهاء هجمات المماليك الجلبان إلى لا شيء. وكثف العثمانيون من قصفهم للمماليك بالمدافع التي لم يهتم المماليك بإدخالها في جيوشهم مثلما اهتم بذلك العثمانيون. فزادت الخسائر في صفوف المماليك وبدأ الجنود في التخاذل والهرب. فانفك الجيش وانتصر العثمانيون وقَتلوا أعداداً كبيرة من الجنود المماليك وقُتل قانصوه الغوري أثناء انسحابه، ولم يعثر للسلطان قانصوه على جثة وقيل أن أحد ضباطه قام بقطع رأسه ودفنها حتى لا يتعرف عليها العثمانيون فيتشفون فيها.

## نتائج المعركة
فتح الانتصار للعثمانيين في هذه المعركة الباب لدخول دمشق فدخلها سليم الأول بسهولة. وبدأ بالتجهيز لفتح مصر والقضاء على الدولة المملوكية بعد أن أحكم سيطرته على الشام. وفي مصر قام المماليك بتنصيب طومان باي سلطاناً وبدئوا في التجهيز لصد العثمانيين. إلّا أن تكاسلهم وتقاعسهم وخيانة بعضهم كان كفيلاً بسقوط الدولة وهزيمتهم في معركة الريدانية ومن ثم استيلاء العثمانيين على مصر.